# بگ (تفتان)
بگ (تفتان)، روستایی از توابع بخش گوهرکوه شهرستان تفتان در استان سیستان و بلوچستان ایران است.

## جمعیت
این روستا در دهستان گوهرکوه قرار دارد و براساس سرشماری مرکز آمار ایران در سال ۱۳۸۵، جمعیت آن ۶۸ نفر (۱۳خانوار) بوده‌است.